# Peace Is the Mission
Peace Is the Mission es el tercer álbum de estudio de la banda jamaiquino-estadounidense de música electrónica Major Lazer. Fue lanzado el 1 de junio de 2015. El álbum fue precedido por el hit internacional "Lean On" en colaboración con DJ Snake y MØ. Este sencillo alcanzó ser el número uno en Australia, Nueva Zelanda, Bélgica, Dinamarca y Finlandia, y llegó a los mejores diez en catorce países incluyendo el Reino Unido, Estados Unidos y Alemania.

## Sencillos
El principal sencillo de este álbum, "Lean On", una colaboración con DJ Snake y la cantante danesa MØ, fue lanzado el 2 de marzo de 2015. La canción recibió mundialmente muchas críticas positivas y se volvió un éxito masivo, alcanzando ser una de las mejores diez pistas en las listas internacionales.
El segundo sencillo de este álbum, "Powerful" con Ellie Goulding y Tarrus Riley fue subido simultáneamente con el álbum el 1 de junio de 2015. A preview of the single was revealed on April 23, 2015, whilst the whole song was unveiled on May 28, 2015. The song was added to BBC Radio 1's playlist on 21 June 2015. It reached top 10 in Australia and Poland.
El remix de "Light It Up" con Nyla y Fuse ODG fue lanzado el 5  de noviembre de 2015 y alcanzó el top 10 en el Reino Unido, Ireland, Bélgica, Alemania, Países Bajos, Dinamarca, Finlandia, Noruega y Suecia, volviéndose uno de los mayores sencillos listados de Major Lazer hasta la fecha.

### Sencillos promocionales y otras canciones
Cuatro sencillos promocionales fueron subidos con el álbum; "Roll the Bass" el 23 de marzo de 2015, "Night Riders",una colaboración con Travi$ Scott, 2 Chainz, Pusha T y Mad Cobra, lanzada el 20 de abril de 2015,  "Too Original", una colaboración con Elliphant y Jovi Rockwell, subida el 11 de mayo de 2015 y "All My Love".
"All My Love" es una colaboración con la cantante Ariana Grande que ha figurado en The Hunger Games: Mockingjay, Part 1 – Original Motion Picture Soundtrack la banda sonora de Los juegos del hambre: sinsajo - Parte 1.

## Desarrollo comercial
El álbum debutó como número 12 dentro de los Billboard 200,vendiendo 16,000 copias. También debutó como el número 5 en los Canadian Albums Chartcon 3,500 copias vendidas. En su segunda semana de ventas alcanzó ser el número 26 en las listas de Estados Unidos. Para la sexta semana las ventas de este álbum habían llegado cerca de las 32,000 copias.

En su segundo mes de ventas, el total de copias vendidas incrementó a 37,000.

## Lista de canciones
| N.º | Título                                                                   | Escritor(es) | Productor(es) | Duración |  |
| 1.  | «Be Together» (featuring Wild Belle)                                     | Thomas Pentz | Major Lazer   | 3:53     |  |
| 2.  | «Too Original» (featuring Elliphant and Jovi Rockwell)                   | Pentz        | Major Lazer   | 3:27     |  |
| 3.  | «Blaze Up the Fire» (featuring Chronixx)                                 | Pentz        | Major Lazer   | 3:34     |  |
| 4.  | «Lean On» (feat, MØ & DJ Snake)                                          | Pentz        | Major Lazer   | 2:56     |  |
| 5.  | «Powerful» (featuring Ellie Goulding and Tarrus Riley)                   | Pentz        | Major Lazer   | 3:26     |  |
| 6.  | «Light It Up» (featuring Nyla)                                           | Pentz        | Major Lazer   | 3:18     |  |
| 7.  | «Roll the Bass»                                                          | Pentz        | Major Lazer   | 3:46     |  |
| 8.  | «Night Riders» (featuring Travis Scott, 2 Chainz, Pusha T and Mad Cobra) | Pentz        | Major Lazer   | 3:53     |  |
| 9.  | «All My Love (Remix)» (featuring Ariana Grande and Machel Montano)       | Pentz        | Major Lazer   | 3:49     |  |

### Peace Is the Mission: Extended
| Peace is the Mission: Extended |                                                                |              |               |          |  |
| N.º                            | Título                                                         | Escritor(es) | Productor(es) | Duración |  |
| 10.                            | «Light It Up (Remix)» (featuring Nyla and Fuse ODG)            | Pentz        | Major Lazer   | 2:46     |  |
| 11.                            | «Boom» (con MOTi, featuring Ty Dolla $ign, Wizkid and Kranium) | Pentz        | Major Lazer   | 3:06     |  |
| 12.                            | «Wave» (featuring Kali Uchis)                                  | Pentz        | Major Lazer   | 3:09     |  |
| 13.                            | «Thunder & Lightning» (featuring Gent & Jawns)                 | Pentz        | Major Lazer   | 3:57     |  |
| 14.                            | «Lost» (featuring MØ)                                          | F. Ocean     | Major Lazer   | 3:15     |  |

### Peace Is the Mission: Remixes
| N.º | Título                                                                                      | Escritor(es) | Productor(es) | Duración |  |
| 1.  | «Be Together (Cut Snake Remix)» (featuring Wild Belle)                                      | Pentz        | Major Lazer   | 5:52     |  |
| 2.  | «Be Together (LIOHN Remix)» (featuring Wild Belle)                                          | Pentz        | Major Lazer   | 3:30     |  |
| 3.  | «Too Original (TJR Remix)» (featuring Elliphant and Jovi Rockwell)                          | Pentz        | Major Lazer   | 3:20     |  |
| 4.  | «Blaze Up the Fire (Rocky Wellstack Remix)» (featuring Chronixx)                            | Pentz        | Major Lazer   | 3:18     |  |
| 5.  | «Lean On (J Balvin & Farruko Remix)» (con DJ Snake featuring MØ)                            | Pentz        | Major Lazer   | 3:51     |  |
| 6.  | «Lean On (Dillon Francis & Jauz Remix)» (con DJ Snake featuring MØ)                         | Pentz        | Major Lazer   | 4:38     |  |
| 7.  | «Powerful (DRAM Remix)» (featuring Ellie Goulding and Tarrus Riley)                         | Pentz        | Major Lazer   | 3:40     |  |
| 8.  | «Powerful (Gregor Salto Remix)» (featuring Ellie Goulding and Tarrus Riley)                 | Pentz        | Major Lazer   | 4:35     |  |
| 9.  | «Light it Up (Quintino Remix)» (featuring Nyla)                                             | Pentz        | Major Lazer   | 3:50     |  |
| 10. | «Roll the Bass (Happy Colors Remix)»                                                        | Pentz        | Major Lazer   | 3:13     |  |
| 11. | «Night Riders (Cesqeaux Remix)» (featuring Travi$ Scott, 2 Chainz, Pusha T and Mad Cobra)   | Pentz        | Major Lazer   | 3:06     |  |
| 12. | «Night Riders (Neo Fresco Remix)» (featuring Travi$ Scott, 2 Chainz, Pusha T and Mad Cobra) | Pentz        | Major Lazer   | 4:17     |  |

## Personal
Créditos para Peace Is the Mission por AllMusic.
- Dark Art – mezlca.
- Boaz van de Beatz – instrumentación, mezcla, producción, programación.
- Jr. Blender – producción adicional, instrumentación, mezcla, producción, programación.
- 2 Chainz – vocalista.
- Chronixx – vocalista.
- Mad Cobra – vocalista.
- Rich Costey – mezcla.
- Diplo – instrumentación, producción, programación.
- Elliphant – vocalista.
- Ellie Goulding – ingeniero, vocalista.
- Ariana Grande – vocalista.
- Tom Hough – ingeniero vocal.
- JSTJR – programación.
- Manny Marroquin – mezcla.
- Philip Meckseper – ingeniero.
- Machel Montano – vocalista.
- Sonny Moore – producción adicional, guitarra, programación.
- MØ – vocalista.
- Nyla – vocalista.
- Picard Brothers – guitarra, producción, programación.
- Ricky Remedy – instrumentación, mezcla.
- Tarrus Riley – ingeniero, vocalista.
- Todd Robinson – asistente de mezcla.
- Jovi Rockwell – vocalista.
- Anthony Rotella – mezcla
- James Royo – mezcla
- Travi$ Scott – vocalista.
- DJ Snake – producción
- Andrew Swanson – producción, programación.
- Pusha T – vocalista.
- David Taylor – producción adicional, mezcla.
- Ticklah – instrumentación.
- Walshy Fire – vocals
- Wild Belle – vocalista, instrumentación.
- Wiwek – producción adicional, programación.

## Listas y certificaciones

### Listas semanales
| Lista (2015–2016)                        | Mejor posición |
| ---------------------------------------- | -------------- |
| Australia (ARIA)                         | 5              |
| Austria (Ö3 Austria)                     | 32             |
| Bélgica (Ultratop flamenca)              | 9              |
| Bélgica (Ultratop valona)                | 23             |
| Dinamarca (Hitlisten)                    | 7              |
| Países Bajos (Album Top 100)             | 13             |
| Finlandia (Suomen Virallinen Lista)      | 3              |
| Francia (SNEP)                           | 11             |
| Alemania (Offizielle Top 100)            | 40             |
| Irlanda (IRMA)                           | 84             |
| Italia (FIMI)                            | 26             |
| Nueva Zelanda (Recorded Music NZ)        | 17             |
| Noruega (VG-lista)                       | 8              |
| España (PROMUSICAE)                      | 71             |
| Suecia (Sverigetopplistan)               | 4              |
| Suiza (Schweizer Hitparade)              | 11             |
| Reino Unido (UK Albums Chart)            | 25             |
| Reino Unido (UK Independent Albums)      | 3              |
| Estados Unidos (Billboard 200)           | 12             |
| Estados Unidos (Dance/Electronic Albums) | 1              |
| Estados Unidos (Independent Albums)      | 3              |

### Listas anuales
| Lista (2015)                               | Posición |
| ------------------------------------------ | -------- |
| Australian Albums (ARIA)                   | 83       |
| US Billboard 200                           | 87       |
| US Independent Albums (Billboard)          | 33       |
| US Top Dance/Electronic Albums (Billboard) | 7        |
| Lista (2016)                               | Posición |
| Danish Albums (Hitlisten)                  | 13       |
| Dutch Albums (MegaCharts)                  | 44       |

### Certificaciones
| País                                                             | Certificación | Ventas   |
| ---------------------------------------------------------------- | ------------- | -------- |
| Estados Unidos                                                   | Oro           | 500,000^ |
| ^ cifras de envíos sobre la base de la certificación por sí sola |               |          |